# Juramaia
Juramaia là một loài thú tiền sử đã bị tuyệt chủng thuộc nhóm động vật có vú Eutheria, chúng được phát hiện từ từ trầm tích muộn của kỷ Jura (giai đoạn Oxfordia) của Tây Liêu Ninh, Trung Quốc. Juramaia là một động vật có vú giống như một con chuột cỡ nhỏ có chiều dài cơ thể khoảng 70–100 mm. Loài điển hình của loại này là Juramaia sinensis.

## Khám phá
Juramaia được biết đến từ bộ xương khớp và gần hoàn chỉnh bao gồm hộp sọ không đầy đủ được bảo quản với đầy đủ răng. Những dấu tích của loài thú cổ đại này được thu thập tại khu vực Daxigou, Jianchang, từ hệ tầng Tiaojishan cách đây khoảng 160 triệu năm. Nó được đặt tên bởi Zhe-Xi Luo, Chong-Xi Yuan, Qing-Jin Meng và Qiang Ji vào năm 2011.

## Sự tiến hoá
Việc khám phá ra Juramaia cung cấp cái nhìn mới về sự tiến hóa của các động vật có vú bằng cách cho thấy rằng dòng họ của chúng đã khác với những loài bò sát cách đây 35 triệu năm so với trước đây. Hơn nữa, phát hiện của nó đã lấp đầy những khoảng trống trong bản ghi hóa thạch và giúp hiệu chỉnh các phương pháp hiện đại, dựa trên công nghệ DNA.

## Phân loại và phát sinh loài
|  | Sinodelphys szalayi  |
|  |                      |
|  | Cenozoic metatherian |
|  |                      |

|  | Juramaia sinensis |
|  | |
|  | Montanalestes keeblerorum                                                                                             |
|  | |
|  | \| \| Murtoilestes abramovi \| \| \| \| \| \| Eomaia scansoria \| \| \| \| \| \| Prokennalestes trofimovi \| \| \| \| |
|  | |
|  | Cenozoic placentalia                                                                                                  |
|  | |
|  | Murtoilestes abramovi                                                                                                 |
|  | |
|  | Eomaia scansoria |
|  | |
|  | Prokennalestes trofimovi                                                                                              |
|  | |

|  | Murtoilestes abramovi    |
|  |                          |
|  | Eomaia scansoria         |
|  |                          |
|  | Prokennalestes trofimovi |
|  |                          |

|  | Sinodelphys szalayi  |
|  |                      |
|  | Cenozoic metatherian |
|  |                      |

|  | Juramaia sinensis |
|  | |
|  | Montanalestes keeblerorum                                                                                             |
|  | |
|  | \| \| Murtoilestes abramovi \| \| \| \| \| \| Eomaia scansoria \| \| \| \| \| \| Prokennalestes trofimovi \| \| \| \| |
|  | |
|  | Cenozoic placentalia                                                                                                  |
|  | |
|  | Murtoilestes abramovi                                                                                                 |
|  | |
|  | Eomaia scansoria |
|  | |
|  | Prokennalestes trofimovi                                                                                              |
|  | |

|  | Murtoilestes abramovi    |
|  |                          |
|  | Eomaia scansoria         |
|  |                          |
|  | Prokennalestes trofimovi |
|  |                          |